# Convention de Kanagawa

Exercice des troupes américaines à Shimoda devant l'envoyé de l'empereur, le 8 juin 1854, lithographie de 1856.

La convention de Kanagawa (日米和親条約, Nichibei Washin Jōyaku) ou traité de Kanagawa (神奈川条約, Kanagawa Jōyaku) est un traité signé le 31 mars 1854, entre les représentants du shogunat des Tokugawa représentant le Japon et le commodore Matthew Perry représentant le président américain Millard Fillmore. Il est le premier des traités inégaux imposés par les puissances coloniales occidentales aux pays d'Extrême-Orient qu'ils colonisèrent dans la seconde moitié du XIXe siècle. Il a notamment pour conséquence de favoriser d'importants bouleversements politiques, sociaux et économiques qui entraînent le passage de l'époque Edo à l'ère Meiji, et d'amorcer l'adoption par le Japon d'une politique étrangère impérialiste et colonialiste. Ceci conduit le Japon à imposer à son tour des traités inégaux à d'autres pays de la région, sur le modèle occidental.

## Contexte
Cette convention donna aux Américains l'autorisation d'entrer dans les ports japonais de Shimoda et de Hakodate. Ce traité leur permit de s'arrêter dans ces ports afin de s'y ravitailler en charbon et en vivres. Mais il était aussi question de l'éventuel envoi d'un consul des États-Unis au Japon. En effet, la traduction américaine du traité stipulait qu'un consul américain serait envoyé si ces derniers le jugeaient nécessaire, tandis que la traduction japonaise précisait que le consul pourrait venir à la demande conjointe des deux pays.

## Historique
Cette convention, obtenue dans la crainte de représailles américaines, et de la menace constituée par la flotte de navires noirs, a ouvert la voie à la signature du traité d'Amitié et de Commerce nippo-américain de 1858, qui définit les termes de l'ouverture du Japon au commerce. De plus, elle a permis aux Britanniques, aux Néerlandais, aux Français et aux Russes d'obtenir peu après des conditions similaires.
Cette première capitulation du pouvoir shogunal face aux étrangers marque le début du déclin du « généralissime » par rapport à l'empereur, déclin qui aboutit en 1867 à l'avènement de Mutsuhito et à la restauration Meiji.
Nakahama Manjirō, un ancien pêcheur naufragé secouru par les Américains, le premier Japonais à avoir vécu aux États-Unis, supervisa dans les coulisses la traduction des interprètes officiels (tsūji), lors de la signature de cette convention.